# Поверилац
Поверилац је странка (нпр. особа, организација, компанија или влада) која има потраживање за услуге друге стране. То је особа или институција којој се дугује новац. Прва страна је, углавном, пружила другој имовину или услугу под претпоставком (обично се спроводи уговором) да ће друга страна вратити еквивалентну имовину и/или услугу. Друга страна се често назива дужник или позајмљивач . Прва страна назива се поверилац, који је зајмодавац имовине, услуге или новца. 
Повериоци се могу поделити у две категорије: обезбеђени и необезбеђени. Осигурани поверилац има обезбеђење или накнаду, која је део или целокупна имовина компаније, како би се осигурао дуг који се дугује. То би могла бити, на пример, хипотека, где имовина представља обезбеђење. Незаштићеном повериоцу се не наплаћује провизија за имовину компаније.
Израз поверилац је често везан за финансије, посебно у вези са краткорочним кредитима, дугорочним обвезницама и хипотекарним кредитима . У правном смислу, особа којој је донета судска пресуда везана за новац у њену корист названа је судски поверилац. 
Израз поверилац (кредитор) произлази из појма кредит. Такође, у савременој Америци кредит се односи на ранг који указује на вероватноћу да ће дужник вратити свој кредит. У ранијим временима кредит се такође односио на репутацију или поузданост. 

## Рачуноводствена класификација
У рачуноводственом смислу, повериоци се рашчлањују на „износе који доспевају у року од једне године“ или „износе који доспевају после више од једне године“ ... 
Финансијских извештаја могу бити представљени на следећи начин: 
- Дугорочне обавезе 
  - 'Дугорочни повериоци'
- Текуће обавезе 
  - "Тренутни повериоци"

## Моћ повериоца за време несолвентности
У Великој Британији, након што се поднесе захтев за ИВА и буду донете судске пресуде, повериоци су спречени да ступе у непосредни контакт под условима из ИВА. Сва преписка везана за ИВА-у мора прво да иде преко стручњака за несолвентност. Стручњак за несолвентност ће контактирати странку. Повериоци ће почети са поступком са поступком несолвентности и лако ће прихватити годишње извештаје када буду поднети. 